# International Defensive Pistol Association
A International Defensive Pistol Association (IPDA) fundada em 1996, é uma organização com sede em Bogata, Texas, que criou um esporte de tiro baseado em técnicas de pistola defensiva, usando equipamentos que incluem munição de serviço de carga completa para resolver situações simuladas de defesa do "mundo real". 

## Características
Atiradores competindo em eventos de pistola defensiva são obrigados a usar revólveres e coldres práticos que são considerados adequados para uso em autodefesa e vestimentas apropriadas para o porte velado que podem ocultar a arma da vista dos transeuntes.
O esporte surgiu como uma resposta às deficiências percebidas nas competições organizadas pela United States Practical Shooting Association (USPSA) ocasionando a migração para o uso de armas comuns não personalizadas. Foi decidido pelos fundadores da IDPA (Bill Wilson, John Sayle, Ken Hackathorn, Dick Thomas, Walt Rauch e Larry Vickers) que as competições da USPSA estavam muito distantes da realidade das situações de tiro defensivo, usando armas extensivamente modificadas, feitas à mão munição e coldres de retirada rápida que eram impraticáveis para autodefesa. Os fundadores da IDPA acreditavam que as competições da USPSA haviam se tornado "corridas de equipamentos", que dependiam muito do equipamento do atirador, e não de sua habilidade.
Para manter o esporte alinhado com seus princípios fundamentais, as alterações permitidas no equipamento de competição (incluindo pistola ou carabina de calibre de pistola) são cuidadosamente regulamentadas na IDPA. A capacidade para munição nos carregadores é limitada em comparação com alguns outros esportes de tiro de ação, a fim de manter o nível de jogo para os competidores de Estados que proíbem carregadores de alta capacidade.